# Investigação das eleições na Geórgia em 2020
A Investigação das Eleições da Geórgia de 2020 refere-se a uma investigação criminal em andamento sobre supostos esforços do então presidente Donald Trump e seus aliados para reverter a vitória certificada do candidato democrata Joe Biden e atribuir os votos do Colégio Eleitoral do estado a Trump. A promotora do condado de Fulton, na Geórgia, Fani Willis, iniciou uma investigação em fevereiro de 2021, levando a um grande júri especial em janeiro de 2023 que recomendou acusações, seguido por um grande júri que indiciou Trump e 18 aliados em agosto de 2023. As acusações incluem racketeering (associação criminosa) e outros crimes graves.
O escopo da investigação inclui Trump pressionando Brad Raffensperger, o secretário de estado republicano da Geórgia, em uma ligação telefônica gravada para "encontrar" votos suficientes para que ele ganhasse o estado. O advogado pessoal de Trump, Rudy Giuliani, e outros se reuniram com legisladores estaduais para fornecer alegações especiosas de fraude eleitoral a fim de encorajar a legislatura a convocar uma sessão especial para reconsiderar seu voto eleitoral certificado, que havia determinado que Biden havia vencido. Dezesseis apoiadores de Trump se reuniram para criar listas fraudulentas de eleitores de Trump. O senador republicano e fervoroso apoiador de Trump, Lindsey Graham, perguntou ao secretário de estado se ele poderia descartar votos legalmente emitidos.
A investigação examina um aspecto de muitas tentativas de reverter a eleição presidencial dos Estados Unidos de 2020, outras das quais estão sendo investigadas pelo Departamento de Justiça e pela investigação especial de Smith.

## Antecedentes

### Acusação de fraude eleitoral
Ao longo de sua campanha presidencial de 2016, Trump frequentemente lançou dúvidas sobre o processo de certificação das eleições. Durante a campanha no Colorado, Trump afirmou que o Partido Democrata "[manipulou] a eleição nas urnas de votação". Em outubro de 2016, Trump afirmou que ocorreu uma fraude generalizada nas eleições presidenciais de 2016, por meio de uma série de tweets. Essas declarações foram ecoadas por Rudy Giuliani, o conselheiro jurídico de Trump.

### Tentativa de anular as eleições de 2020
Após a derrota de Trump nas eleições presidenciais de 2020, um assessor externo de Trump conhecido como Kenneth Chesebro começou a elaborar um plano para apresentar os apoiadores de Trump como eleitores. Chesebro justificou o plano usando um precedente estabelecido nas eleições presidenciais dos Estados Unidos em 1960, certificando um grupo de eleitores que declaravam Trump o vencedor. Tentando reverter os resultados da eleição, Trump ligou para o governador da Geórgia, Brian Kemp, pedindo a ele que convocasse os legisladores da Geórgia para selecionar eleitores que o apoiassem na eleição e solicitou uma auditoria das cédulas de votação por correspondência. A Geórgia certificou os resultados das eleições várias vezes e reafirmou a vitória de Joe Biden no estado, inclusive uma vez final em 7 de dezembro, antes da votação do Colégio Eleitoral uma semana depois.

### Ligação Trump–Raffensperger
Em 2 de janeiro de 2021, Trump ligou para Brad Raffensperger, o Secretário de Estado da Geórgia, pressionando-o para alterar os resultados das eleições presidenciais de 2020 na Geórgia. A ligação de Trump com Raffensperger foi obtida pelo The Washington Post no dia seguinte.

## Investigação
Em 10 de fevereiro de 2021, Fani Willis, a promotora do condado de Fulton, na Geórgia, iniciou uma investigação criminal sobre os esforços de Trump para reverter as eleições presidenciais de 2020. Em setembro de 2021, Willis começou a entrevistar funcionários eleitorais e equipe que trabalhava sob Raffensperger.

### Júri especial de 2022
Em 20 de janeiro de 2022, Willis solicitou um júri especial para sua investigação sobre Trump. O Tribunal Superior do Condado de Fulton concedeu o pedido quatro dias depois. O júri especial foi autorizado a redigir um relatório, mas não a acusar ninguém.
Aproximadamente 75 testemunhas prestaram depoimento.

#### Intimações
Em 5 de julho de 2022, várias intimações foram emitidas. Algumas foram enviadas a membros da equipe jurídica de Trump, incluindo Kenneth Chesebro, Cleta Michell, Rudy Giuliani, Jenna Ellis e John Eastman. Giuliani prestou depoimento em 17 de agosto, Ellis em 25 de agosto, e Eastman em 31 de agosto. Outra intimação foi enviada a Jacki Pick Deason, ex-consultora do Capitólio, mas um tribunal do Texas decidiu que ela não precisava depor. O senador dos EUA Lindsey Graham também foi intimado nesse dia e, após a intimação ser mantida por um juiz federal, um tribunal de apelações, e a Suprema Corte dos EUA, ele prestou depoimento em 22 de novembro.
Intimações posteriores incluíram o governador da Geórgia, Brian Kemp (intimado em 4 de agosto, depôs em 15 de novembro), o ex-chefe de gabinete da Casa Branca Mark Meadows (intimado em 26 de outubro, depôs), e o ex-conselheiro de segurança nacional Michael Flynn (intimado em 15 de novembro, depôs em 8 de dezembro).

#### Relatório de fevereiro de 2023
Em 13 de fevereiro de 2023, o juiz da Corte Superior do Condado de Fulton, Robert McBurney, ordenou a divulgação de três seções relacionadas ao relatório do júri especial. O relatório foi divulgado em 16 de fevereiro; embora em grande parte selado, o relatório concluiu que algumas das testemunhas podem ter cometido perjúrio.

### Alegação de conduta inadequada de advogados de defesa
Em abril de 2023, Willis alegou que dois advogados representando dez republicanos da Geórgia sob investigação por atuarem como eleitores falsos haviam falsamente afirmado que haviam informado seus clientes sobre acordos de imunidade oferecidos pelos investigadores, embora não o tivessem feito. Willis buscou, em um arquivamento judicial, a remoção de um dos advogados do caso. Um republicano sob investigação que não era representado pelos dois advogados havia aceitado um acordo de imunidade. Um dos advogados negou a alegação, enquanto outro não estava disponível para comentar.

### Acordos de imunidade
Até maio de 2023, pelo menos oito dos dezesseis republicanos que supostamente participaram do esquema de eleitores falsos aceitaram acordos de imunidade para cooperar com Willis.

### Grande júri de 2023
Após Willis insinuar que uma acusação poderia ser apresentada durante a primeira metade de agosto de 2023, outro grande júri foi formado em 11 de julho, com poder para votar a favor de trazer acusações contra Trump.

#### Indiciamento
Na noite de 14 de agosto, o grande júri indiciou Trump e 18 aliados. Isso seguiu um dia de depoimentos de testemunhas, incluindo a ex-senadora estadual da Geórgia, Jen Jordan, a ex-representante estadual Bee Nguyen, o ex-vice-governador da Geórgia, Geoff Duncan, e o jornalista independente George Chidi. Gabe Sterling, um funcionário da Geórgia no Departamento de Estado, também foi visto no tribunal naquele dia. As acusações contra Trump incluem associação criminosa e outros crimes graves. Willis deu aos 19 co-réus a oportunidade de se entregar voluntariamente até o meio-dia de sexta-feira, 25 de agosto de 2023. Cada réu é acusado de violar a versão da Geórgia da Lei federal Racketeer Influenced and Corrupt Organizations (RICO) e de pelo menos uma outra acusação.
Os co-réus são:
1. Ex-presidente dos EUA, Donald Trump
2. Rudy Giuliani (advogado)
3. Ex-chefe de gabinete da Casa Branca, Mark Meadows
4. Senador Estadual da Geórgia, Shawn Still
5. John Eastman (advogado)
6. Sidney Powell (advogada)
7. Jenna Ellis (advogada)
8. Bob Cheeley (advogado)
9. Ray Smith III (advogado)
10. Kenneth Chesebro (advogado)
11. Ex-procurador-geral assistente dos EUA, Jeffrey Clark
12. Estrategista do Partido Republicano, Michael Roman
13. Ex-supervisora de eleições do Condado de Coffee, Misty Hampton
14. Ex-presidente do Partido Republicano do Condado de Coffee, Cathy Latham
15. Fiador de fianças de Atlanta, Scott G. Hall
16. Publicitária, Trevian Kutti
17. Pastor de Illinois, Stephen Cliffgard Lee
18. Harrison Floyd, ex-candidato a um assento na Câmara dos EUA e diretor do Black Voices for Trump
19. David Shafer, presidente do Partido Republicano da Geórgia e suposto eleitor falso

Trump e Giuliani enfrentam 13 acusações cada. Os outros réus enfrentam menos acusações.
Há sobreposição com os co-conspiradores mencionados na acusação federal de Trump emitida duas semanas antes. Na acusação federal, Giuliani foi o co-conspirador Nº #1, Eastman foi o Nº #2, Powell foi a Nº #3, Clark foi o Nº #4 e Chesebro foi o Nº #5. Todos os cinco, embora não acusados na acusação federal, estão acusados como co-réus na acusação na Geórgia. (O co-conspirador Nº #6 na acusação federal ainda não foi identificado conclusivamente pelo público.) A acusação menciona trinta co-conspiradores não identificados e não indiciados.
Quando a acusação foi revelada, a promotora do condado de Fulton, Fani Willis, disse aos repórteres que proporá uma data de julgamento nos próximos seis meses e buscará julgar todos os 19 co-réus juntos.

### Ameaças e Segurança
No final de julho, Willis divulgou aos líderes do condado um e-mail ameaçador que havia recebido, chamando-a de "negra corrupta" e "prostituta democrata Jim Crow"; "Acho que estou enviando isso como um lembrete de que você deveria fique alerta durante o mês de agosto e fique seguro", escreveu Willis.
Em 1º de agosto, duas semanas antes da acusação, o xerife do condado, Pat Labat, afirmou que procedimentos normais, incluindo fotografia e impressões digitais, seriam seguidos para Trump caso ele fosse acusado.

### Outras investigações
O vice-governador da Geórgia, Burt Jones, foi um dos trinta co-conspiradores não identificados e não acusados mencionados na acusação de Willis. Jones era um senador estadual em 2020 e supostamente desempenhou um papel proeminente ao tentar substituir eleitores oficiais por eleitores de Trump. Após analisar a acusação de Willis, Pete Skandalakis, diretor executivo do Conselho de Procuradores do Ministério Público da Geórgia, afirmou que planejava nomear um promotor especial para examinar as atividades de Jones.

## Responsáveis

### Responsabilidade de Trump
"O Presidente participou de duas ligações telefônicas perfeitas sobre a integridade das eleições na Geórgia, o que ele tinha o direito de fazer—na verdade, como Presidente, era o dever constitucional do Presidente Trump garantir a segurança, a proteção e a integridade das eleições."— Porta-voz de Trump, Steven Cheung
Após a divulgação, em fevereiro de 2023, de trechos do relatório do grande júri especial, o porta-voz de Trump, Steven Cheung, defendeu Trump e a ligação telefônica feita entre Trump e Raffensperger.
Em 14 de julho, os advogados de Trump entraram com uma petição em dois tribunais para encerrar a investigação. A Suprema Corte da Geórgia rejeitou unanimemente esta petição no próximo dia útil, e o Juiz da Corte Superior do Condado de Fulton, Robert McBurney, também a rejeitou em 31 de julho. A equipe de Trump havia pedido que as evidências obtidas pelo grande júri especial fossem descartadas, que os promotores fossem proibidos de apresentar evidências ao grande júri acusatório e que Willis fosse desqualificada de quaisquer procedimentos relacionados, alegando que Trump sofreria "uma violação de seus direitos constitucionais fundamentais" enquanto buscava a indicação presidencial republicana.

### Outras respostas
Em fevereiro de 2023, Timothy J. Heaphy, o principal investigador do comitê de seleção da Câmara dos Representantes para o evento de 6 de janeiro, disse que esperava "acusação tanto na Geórgia quanto no nível federal."
Em 18 de julho de 2023, depois que o grande júri foi constituído, os advogados de David Shafer escreveram para Willis argumentando que a ação de Shafer estava protegida pela Primeira, Quinta e Décima Quarta Emendas. Willis já havia identificado Shafer como alvo da investigação.